# Арапайма гігантська
Арапайма гігантська (Arapaima gigas) — хижа прісноводна риба родини арапаймових. Одна з найбільших прісноводних риб — стверджується, що трапляються екземпляри 4—4,5 метри завдовжки й вагою понад 200 кілограмів.

## Характеристика
Тіло риби вкрите лускою, яка може бути різного кольору — від зелено-жовтого до синювато-чорного. По краю луски часто мають характерне червоне забарвлення, особливо на хвості. Яскраве червоне забарвлення з'являється, коли риба досягає півтораметрової довжини. За це місцеві жителі називають арапаїму «піраруку» — «червона риба».

## Ареал
Арапайма живе у водоймах басейну Амазонки. Надає перевагу річкам зі слабкою течією, з порізаними берегами та великою кількістю плавучої рослинності на поверхні води, тому живе переважно в невеликих річечках, а не в самій Амазонці.

## Біологія
Живиться арапайма переважно донною рибою, але полює й на інших дрібних тварин, включаючи птахів. Молодняк живитися переважно прісноводними креветками.
Особливістю арапаїми є те, що вона використовує для дихання атмосферне повітря. В теплій воді тропічних річок, переповнених гниючою органікою, мало кисню, тому здатність арапаїми дихати повітрям є великою еволюційною перевагою. Це також допомагає рибі під час зниження рівня води в сухий сезон. Глотку та плавальний міхур арапаїми встеляє тканина, схожа на легеневу. Арапайма спливає на поверхню й кілька секунд заковтує повітря з широко роззявленою пащею — дорослі особини раз на 10-15 хвилин, а молоді дещо частіше.
В серпні-вересні в арапайми починається нерестовий період, утворюються постійні пари. Самець викопує поблизу берега у піщаному дні ямку діаметром біля півметра, в яку самиця відкладає ікру. Розмножується арапайма в листопаді. Доки ікра дозріває, самець охороняє саму кладку, а самиця плаває навкруги й відганяє іншу рибу. За тиждень з ікри виводяться мальки, які тримаються зграйкою біля голови батька завдяки секрету спеціальних залоз, які приманюють молодняк. Так триває два з половиною — три місяці, аж доки молоді арапайми підростуть; після цього вони залишають своїх батьків.

## Господарське значення
М'ясо арапайми вважається делікатесом, а сама вона, відповідно, є цінною промисловою рибою, тож зараз в природі екземпляри понад 3 метри трапляються рідко — арапайму виловлюють тенетами та гарпунами, швидше, ніж вона досягає таких розмірів, і зараз більшість впійманих арапайм не перевищує 2-2,5 метрів. Однак, у заповідниках чи спеціальних басейнах трапляються й величезні екземпляри. Через активний вилов, популяція арапайм значно скоротилася, тому в багатьох місцевостях її промисел заборонено або на нього слід отримати спеціальний дозвіл.
Станом на 2024 рік, популяція занадто збільшилась. Риба проживає у річках з великою кількості рослинності на поверхні, що заважає рибалити. А також ця риба їсть майже все. Популяція збільшилась настільки що м'ясо риби перестало бути делікатесом, її, навіть, закликають виловлювати, щоб врятувати інші види.